# Демакова, Хелена
Хелена Демакова (латыш. Helēna Demakova; род. 3 сентября 1959, Рига) — латвийский историк искусств и политик, министр культуры Латвии в 2004—2009 годах. Депутат Сейма Латвии 9-го созыва, преподаватель Латвийской академии художеств.

## Образование
Окончила Рижскую среднюю школу № 3 в 1977 году, подготовительные курсы Латвийской академии художеств в 1978—1982 (класс художницы Марины Айнбиндер), факультет иностранных языков Латвийского государственного университета в 1987 году (отделение немецкого языка и литературы). Магистр Латвийской академии художеств в 2007 году, профессия — историк искусств и куратор выставок.

## Профессиональная карьера
В 1985—1988 годах — старший редактор в Научном отделении культуры и искусства Латвийской государственной библиотеки. В 1988—1990 годах — член Коллегии художников при Управлении художественным и культурным наследием Минкульта ЛССР. С 1990 года преподаватель истории культуры в Латвийской Государственной академии культуры и в ЛГУ, член редколлегии журналов «Grāmata» и «Kentaurs XXI»; куратор латвийских и международных выставок (более 40). Специализировалась на выставках современного искусства стран Балтии, в том числе конца 1980-х — начала 1990-х.
В 1996 году назначена советником премьер-министра Андриса Шкеле по вопросам культуры, в 1998 году стала исполнительным директором общественно-образовательного фонда «Jaunā akadēmija». В том же 1998 году избрана в Сейм Латвии 7-го созыва от Народной партии Латвии. В октябре 2002 года снова баллотировалась на выборах в Сейм от Народной партии, в ноябре выбрана членом правления партии. В марте 2004 года утверждена министром культуры Латвии. После вступления в должность говорила неоднократно о необходимости защиты латвийской культуры, языка и истории, чтобы сохранить национальную идентичность Латвии и латышей, вследствие чего предприняла ряд инициатив по развитию технологий и инфраструктуры Латвии для поддержки культуры и искусств. В конце 1990-х Демакова получала гранты на развитие латвийских библиотек, однако работа шла не по планам. За время своей работы министром культуры Демакова дважды отвергла проекты программ интеграции русскоязычного населения Латвии в общество.
Демакова добилась того, что в 2008 году в Риге начала строиться Латвийская национальная библиотека, известная как «Замок света». Её строительство пыталась саботировать оппозиционная партия «Новое время», а общественные организации критиковали Демакову за постоянно растущие расходы на строительство и содержание библиотеки. Однако Демакова выступала активно в защиту библиотеки и даже критиковала Валдиса Затлерса за нежелание поддержать строительство. Участница проекта «Наследие 2018» (латыш. Mantojums 2018) за реставрацию всех памятников культуры (запущен в 2006 году). Организовала программу строительства концертных залов в региональных городских центрах в 2007 году: так в 2013 году подобный зал открылся в Резекне, в 2014 году — в Цесисе, в 2015 — в Лиепае. В 2007 году организовала конкурс на строительства памятника жертвам советских репрессий; предлагала перестройку Музея оккупации и расположение памятника жертвам репрессий авторства Кристапа Гелжса, однако её проект заблокировала партия Национального объединения, чем Хелена была крайне возмущена.
Демакова также участвовала в организации ряда культурных фестивалей: «Удивляющая Латвия» (латыш. Pārsteidzošā Latvija, 2005, Франция); фестивали в Латвии «Французская весна» (2007) и «О! Германия» (2008), Фестиваль латышской культуры в России 2007/2008 и фестиваль русской культуры в Латвии 2008 года. Организатор выставок советских автомобилей 2007 года. В 2005 году подписала соглашение с ABLV Bank о сборе экспонатов для будущего Латвийского музея современного искусства. В 2006 году основала Рижский камерный оркестр Sinfonietta Riga, начала строительство Дома писателей и переводчиков в Вентспилсе и заключила контракт с фондом Билла и Мелинды Гейтсов на сумму в 16,2 млн долларов США на оборудование компьютерами всех латвийских городских библиотек. В 2007 году был запущен Латвийский культурный канон. В 2008 году в составе Латвийского национального художественного музея был основан музей Романа Суты и Александры Бельцовой; тогда же началось финансирование реконструкции концертного зала «Спикери» и центра современного искусства «Ким» в квартале Спикери. Из-за финансового кризиса были отменены планы по строительству нового концертного зала в Риге и Рижского музея современного искусства.
В 2009 году Демакова ушла в отставку по состоянию здоровья, поскольку врачи поставили ей диагноз — остеомиелит. При этом предшественник Демаковой, Ингуна Рибена, подвергла критике всю деятельность Демаковой, обвинив её в незаконном заключении контракта на сумму в размере 6 миллионов латов (12 миллионов долларов США), которые должны были пойти на проектирование концертного зала, а также в создании подставного агентства Jaunie Trīs brāļi якобы для строительства зала.

## Награды

### Ордена
- Командор ордена Трёх звёзд (2014)[25]
- Командор Ордена искусств и литературы (2007)[26][27]
- Серебряная медаль «За заслуги в культуре Gloria Artis» (как Helena Demakowa, 2007)[28][29]
- Медаль Балтийской ассамблеи (2002)[30]

### Почётные звания
- Президент Ассоциации друзей Марселя Пруста в Риге (с 2010)
- Председатель совета ассоциации «За создание контента Рижского музея современного искусства» (с 2014)
- Основатель Ассоциации Балтийско-Черноморского альянса (2008)
- Член научного совета Латвийской академии художеств (с 2010)
- Член международного совета экспертов Рижского музея современного искусства (с 2005)
- Член совета экспертов в поддержку создания Рижского музея современного искусства (с 2014)
- Член Почётного Совета Ассоциации Музея оккупации (с 2008)
- Член Союза художников Литвы (с 1989)

## Выставки
- Сон в ночь летнего солнцестояния (Sapnis vasaras naktī), Rauma Biennale Balticum 1994, музей искусств Раума, Финляндия, 1994
- Памятник (Piemineklis), выставка в общественных местах, Рига, 1995
- Порт искусства (Port of Art), выставка в общественных местах, Котка, Финляндия, 1995
- Личное время. Латвийское, эстонское и литовское искусство. 1945—1996 (Personal Time. Latvian, Estonian and Lithuanian Art. 1945—1996.). Латвийский павильон. Захента[англ.], Варшава; Манеж, Санкт-Петербург, 1996
- Сказки, сказители (Stories, Storytellers). Латвийский павильон. Венецианская биеннале, 1999
- Рига 800 Магическая флейта (Riga 800 Magic Flute). Латвийский павильон. Венецианская биеннале, 2001
- Балтийская безопасность! (Baltic Security!) Арланда, Стокгольм, 2000
- 2 SHOW, выставка юных латвийских и литовских художников (с Кястутисом Куизинасом), Центр современного искусства, Вильнюс, 2003
- Постоянная выставка, Стокгольмская школа экономики, Рига, 2005
- Постоянная инсталляция Дмитрия Гутова, художественный музей «Рижская биржа», 2012[31]
- Test, выставка коллекции Рижского музея современного искусства, Латвийский национальный художественный музей, 2012
- Привет, голова! (Sveika, galva!), выставка латвийского современного искусства, Музей истории Латвийской железной дороги, 2014
- Себе. История латвийского современного искусства (Patība. Latvijas laikmetīgās mākslas vesture), Латвийская национальная библиотека, 2014—2015
- Выставка фонда Бориса и Инары Тетеревых, с 2014[32]

## Публикации
- Demakova, Helēna, compiler and editor-in-chief. The Self. Personalities on the Road to Contemporary Art — the 1960s-1980s in Soviet Latvia (Patība. Personības ceļā uz laikmetīgo mākslu — Padomju Latvijas 60.-80. gadi). Riga: Ministry of Culture of the Republic of Latvia, 2011. In Latvian
- Demakova, Helēna. They Wouldn’t Notice. Latvian Contemporary Art and the International Context / Nepamanīs. Latvijas laikmetīgā māksla un starptautiskais konteksts. Riga: Satori, 2010. In Latvian and English
- Demakova, Helēna. Different Conversations: Writings on Art and Culture / Citas sarunas: raksti par mākslu un kultūru. Riga: Visual Communications Department of the Art Academy of Latvia, 2002. In Latvian and English
- Demakova, Helēna, compiler and editor-in-chief. Riga 800 Magic Flute / Rīgas astoņsimtgades Burvju flauta (Catalogue of international contemporary art at the 49th Venice Biennale). Riga: Latvian Centre for Contemporary Art, 2001. In Latvian and English
- Karlstrom, Paul J. Raimonds Staprans: Art of Tranquility and Turbulence. With essays by Helāna Demakova and Peter Selz. Seattle, London: University of Washington Press, 2005
- Demakova, Helēna. «Monument revisited». In Primary Documents: a Sourcebook for Eastern and Central European Art since the 1950s. Ed. Laura Hoptman, Tomáš Pospiszyl. New York: Museum of Modern Art, 2002
- Demakova, Helēna. «Apple Harvest or Art in Latvia 1945—1995: Between Personal and Ideological Time». In Personal Time: Art of Estonia, Latvia and Lithuania 1945—1996. Anda Rottenberg, Galeria Zachęta. Catalogue of an exhibition held jointly at the Zachȩta Gallery of Contemporary Art, Warsaw and the Centre for Contemporary Art Ujazdowski Castle, Warsaw, 9 September-13 October 1996. Warsaw: Zachęta Gallery of Contemporary Art, 1996